# Distrito de Mikata
El distrito de Mikata (美方郡 Mikata-gun?) es un distrito localizado en la prefectura de Hyōgo, Japón. En junio de 2019 tenía una población estimada de 30.188 habitantes y una densidad de población de 49,5 personas por km². Su área total es de 609,78 km².

## Localidades
- Kami
- Shin'onsen